# سرية عمير بن عدي
سرية عمير بن عدي هي أحد سرايا الرسول، المرسل هو الصحابي عمير بن عدي الخطمي، لقتل الشاعرة عصماء بنت مروان وهي من بني أمية بن زيد، وقد تعرضت هذه الرواية لنقد مجموعة من المحققين وعلماء الحديث كابن عدي وابن الجوزي والألباني وعدوها من الروايات المكذوبة والموضوعة.

## أحداث السرية
كانت عصماء بنت مروان تحت رجل من بني خطمة ويقال له يزيد بن زيد، وكانت تعيب الإسلام وأهله، وكان يرد عليها شاعر الرسول حسان بن ثابت، فقال رسول الله حين بلغه ذلك، ألا آخذ لي من ابنة مروان، فسمع ذلك من قول رسول الله عمير بن عدي الخطمي، وهو عنده، فلما أمسى من تلك الليلة سرى عليها في بيتها فقتلها، ثم أصبح مع رسول الله فقال : يا رسول الله إني قد قتلتها، فقال نصرت الله ورسوله يا عمير، فقال هل علي شيء من شأنها يا رسول الله، فقال لا ينتطح فيها عنزان.

## قول العلماء في أحداث السرية
قال محمد ناصر الدين الألباني في كتابه سلسلة الأحاديث الضعيفة والموضوعة (13/33) الحديث رقم 6013 حديث موضوع، أخرجه القضاعي في مسند الشهاب (2/46/856)، وكذا ابن عدي (6/2156)، ومن طريقه ابن الجوزي في كتاب العلل (1/175)، وابن عساكر في كتاب تاريخ
دمشق (14/768 المدينة) من طريق محمد بن إبراهيم بن العلاء الشامي حدثنا محمد بن الحجاج اللخمي أبو إبراهيم الواسطي عن مجالد بن سعيد
عن الشعبي عن ابن عباس قال : هجت امرأة من بني خطمة النبي بهجاء لها، قال فبلغ ذلك النبي، فاشتد عليه ذلك، وقال من لي بها، فقال رجل من قومها : أنا يا رسول الله، وكانت تمارة تبيع التمر، قال فأتاها فقال لها عندك تمر، فقالت نعم فأرته تمرا، فقال أردت أجود من هذا، قال : فدخلت لتريه. قال : فدخل خلفها ونظر يمينا وشمالا، فلم ير إلا خوانا، فعلا به رأسها حتى دمغها به، قال ثم أتى النبي فقال يا رسول الله قد كفيتكها، قال فقال النبي  إنه لا ينتطح فيها عنزان، فأرسلها مثلا.
وقال ابن عدي وتبعه ابن الجوزي : هذا مما يتهم بوضعه محمد بن الحجاج، قلت (الألباني) وهو كذاب خبيث، كما قال ابن معين، وهو واضع حديث الهريسة، وقد تقدم (690) وقبله حديث آخر له موضوع، والراوي عنه محمد بن إبراهيم الشامي، كذاب أيضا، كما تقدم بيانه في
الحديث الذي قبله، ولكنه قد توبع. أخرجه الخطيب في التاريخ (13/99) من طريق مسلم بن عيسى - جار أبي مسلم المستملي حدثنا محمد بن الحجاج اللخمي به، ذكره في ترجمة ابن عيسى هذا، ولم يرد فيها على أن ساق له هذا الحديث، فهو مجهول العين والله أعلم.
والحديث علقه ابن سعد في الطبقات (2/27 - 28) بأتم مما هنا، والظاهر أنه مما تلقاه عن شيخه الواقدي، وقد وصله القضاعي (2/48/858) من طريقه بسند آخر نحوه، لكن الواقدي متهم بالكذب، فلا يعتدُ به، وأورد منه الشيخ إسماعيل محمد العجلوني الجراحي في كشف الخفاء (2/375/3137) حديث الترجمة فقط من رواية ابن عدي، وسكت عنه فأساء...... انتهى كلام الألباني.